# Nachtviolen
Die Nachtviolen (Hesperis) oder Kilten bilden eine Pflanzengattung in der Familie der Kreuzblütengewächse (Brassicaceae).

## Beschreibung

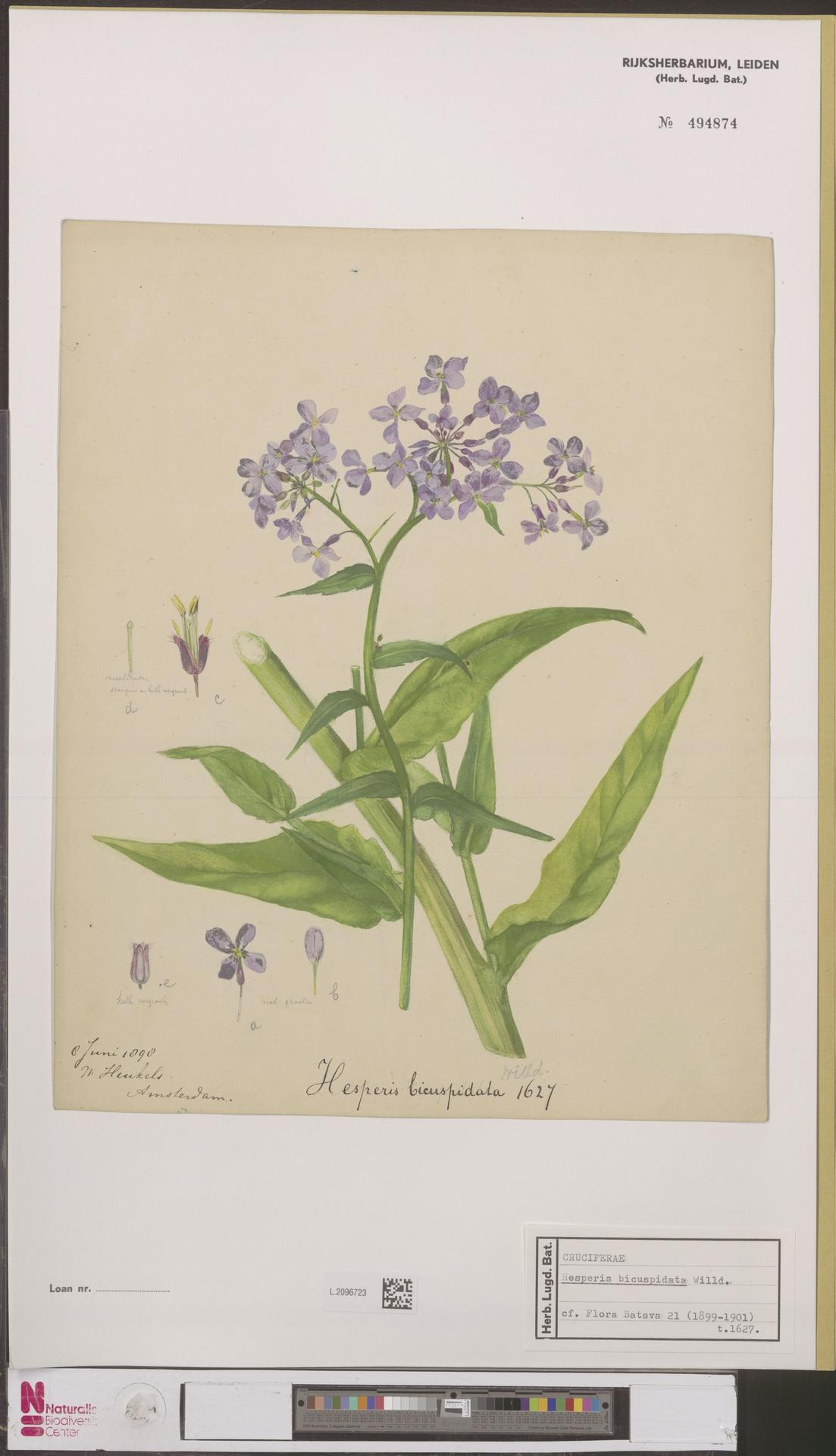
Illustration von Hesperis bicuspidata

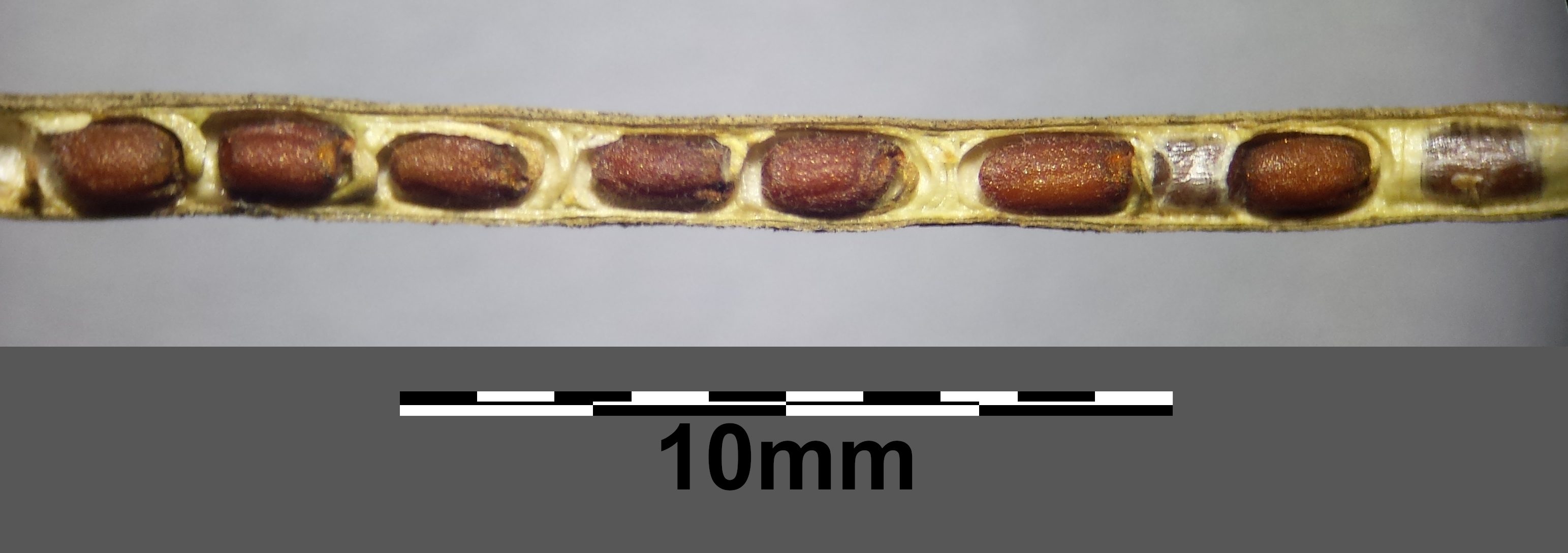
Offene Schoten mit Samen der Wilden Nachtviole (Hesperis sylvestris)

### Vegetative Merkmale
Nachtviolen-Arten sind einjährige oder ausdauernde krautige Pflanzen. Die Trichome sind sehr unterschiedlich geformt. Die meist aufrechten Stängel sind oft einfach oder manchmal verzweigt.
Die grundständig und/oder wechselständig angeordneten Laubblätter sind gestielt oder sitzend. Die Blattspreiten sind einfach, eiförmig, leierförmig oder oval und gezähnt oder fiederteilig und manchmal geöhrt oder stängelumfassend.

### Generative Merkmale
Meist viele Blüten befinden sich in anfangs schirmtraubigen Blütenstände, deren Blütenstandsachsen sich bis zur Fruchtreife verlängern und später traubig sind; es können mehrere solcher Blütenstände zu Gesamtblütenständen zusammengesetzt sein. Es können Tragblätter vorhanden sein.
Die zwittrigen Blüten sind radiärsymmetrisch und fünfzählig mit doppelter Blütenhülle. Die vier freien, aufrechten Kelchblätter sind länglich oder linealisch; das seitliche Paar ist deutlich sackförmig. Die Kronblätter sind viel länger als die Kelchblätter. Die vier freien Kronblätter sind grün, weiß, gelb, orangefarben bis bräunlich, lavendel- bis purpurfarben. Die Kronblätter sind deutlich in Platte und Nagel (Botanik)|Nagel gegliedert. Die Platte ist verkehrt-eiförmig oder länglich mit gerundetem oder stumpfem oberen Ende. Es sind die zwei Kreise mit insgesamt sechs tetradynamischen Staubblättern vorhanden; der äußere Kreis besteht aus nur zwei kurzen, der innere Kreis aus vier langen Staubblättern. Die Staubbeutel sind länglich oder linealisch mit stumpfem oberen Ende. Zwischen den zwei kurzen Staubfäden befinden sich zwei Nektardrüsen, es sind die zwei seitlichen, sie sind ringähnlich bis mondförmig angeordnet; die mittleren Nektardrüsen fehlen. Der oberständige Fruchtknoten enthält 4 bis 40 Samenanlagen. Ein Griffel ist kaum erkennbar oder nur kurz. Die Narbe ist kegelförmig, deutlich zweilappig, wobei die Narbenlappen vollständig freibleiben oder sich berühren.
Die Fruchtstiele sind je nach Art schlank oder verdickt, abspreizend oder zurückgebogen. Die linealischen, stielrunden, vierkantigen oder mit breiten häutigen, vollständigen Septen versehenen Schoten sind zweifächerig und öffnen sich erst spät mit zwei Fruchtklappen. Die Fruchtklappen besitzen einen deutlichen Mittelnerv. Der Rahmen (Replum) ist gerundet. In der Schote sind die Samen in einer Reihe angeordnet. Die Samen sind länglich oder rundlich und ungeflügelt. Die Samenschale ist netzartig.

## Systematik und Verbreitung

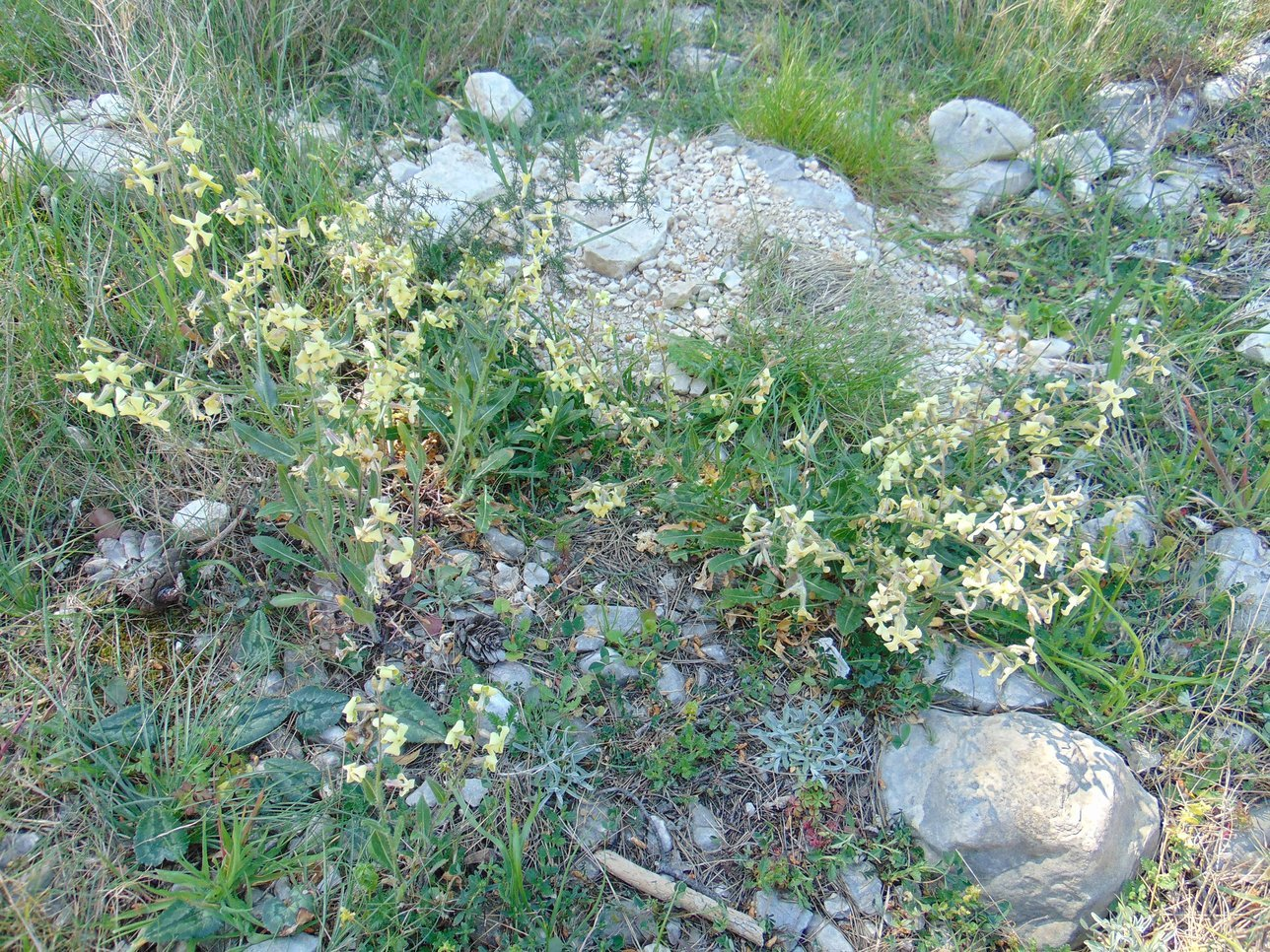
Habitus und Blütenstände der Schlitzblättrigen Nachtviole (Hesperis laciniata)

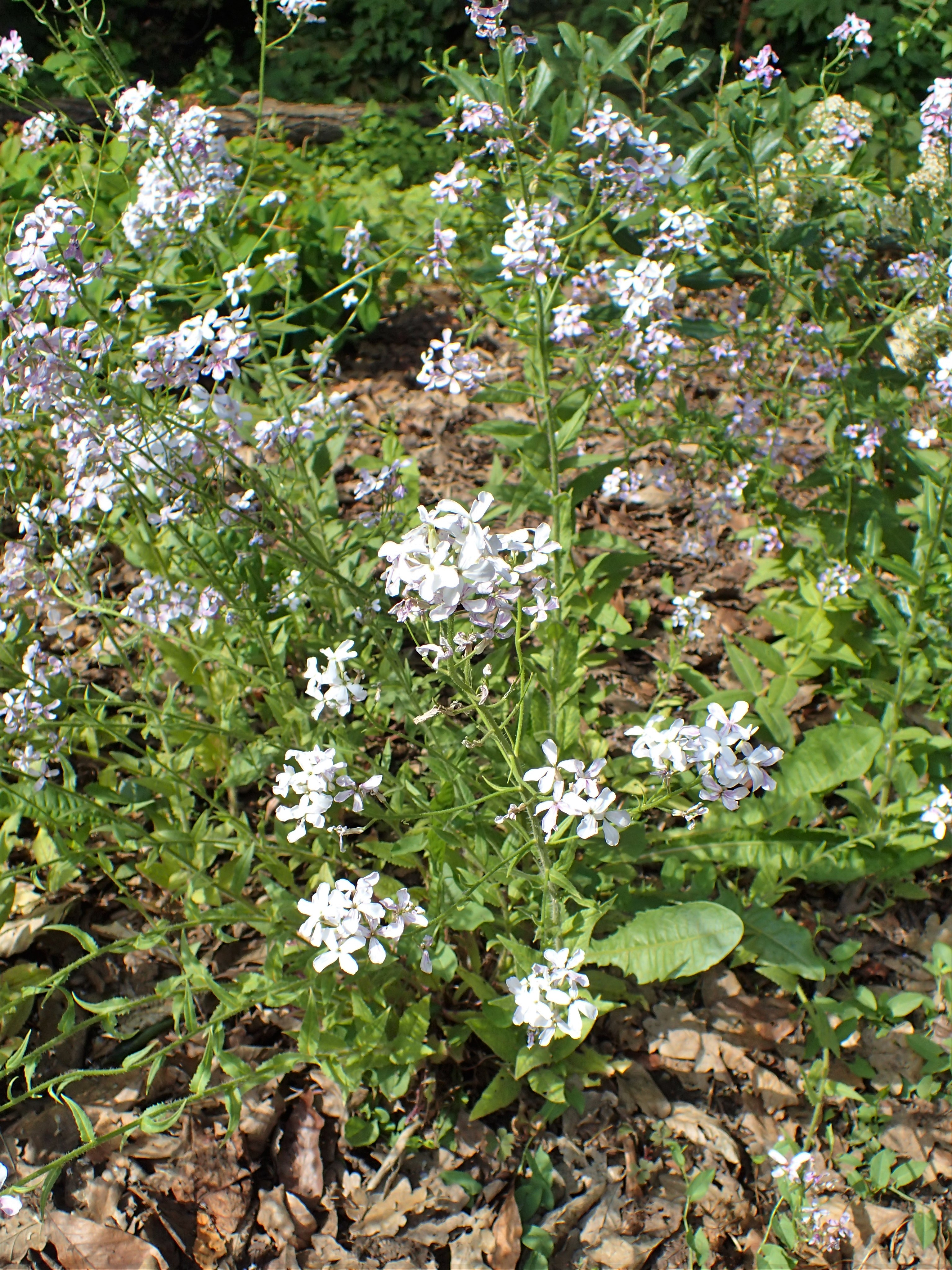
Habitus und Blütenstände von Hesperis matronalis subsp. adzharica

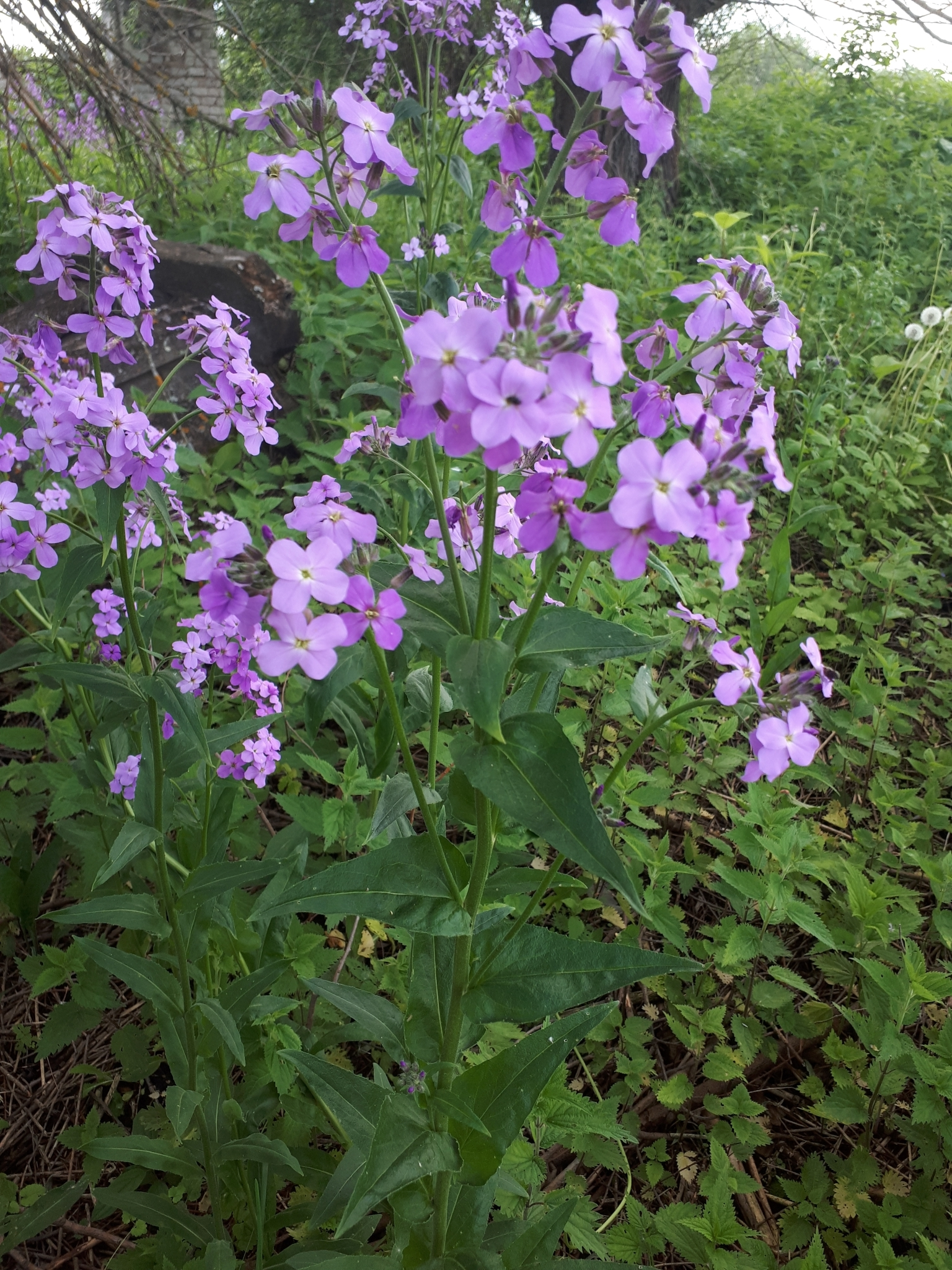
Habitus und Blütenstände von Hesperis pycnotricha

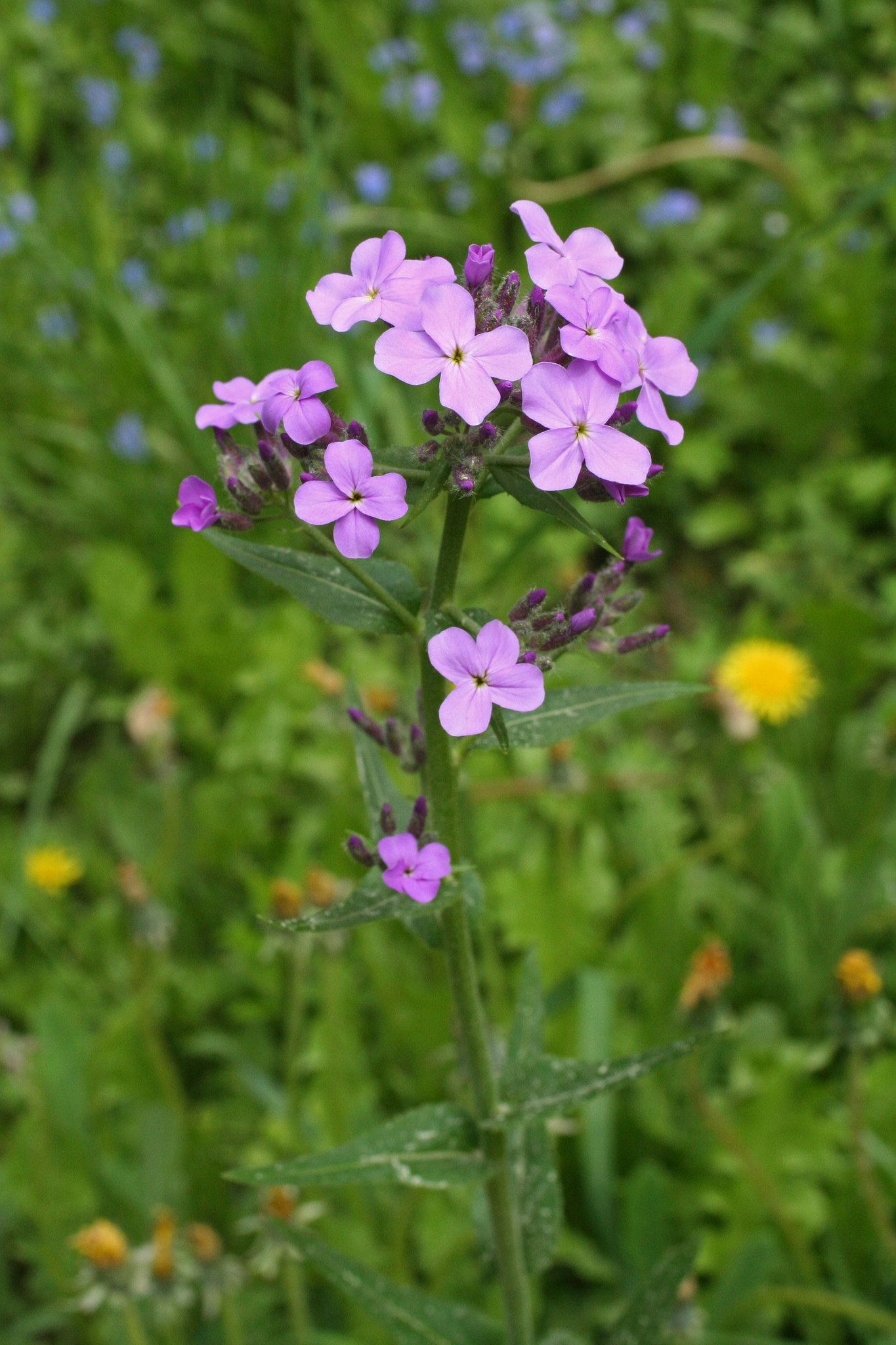
Blütenstand und Blüten im Detail der Sibirischen Nachtviole (Hesperis sibirica)

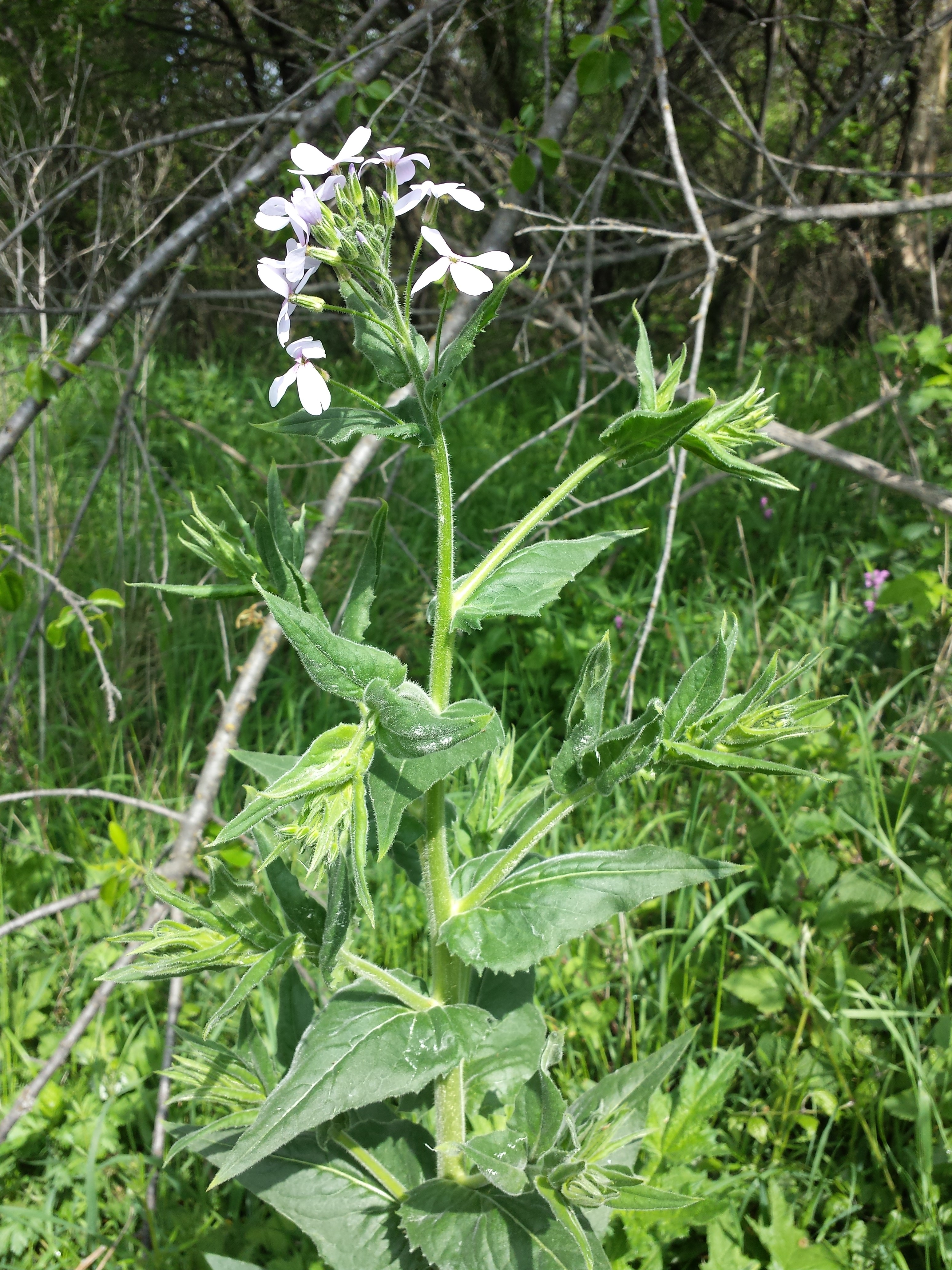
Wild-Nachtviole (Hesperis sylvestris)

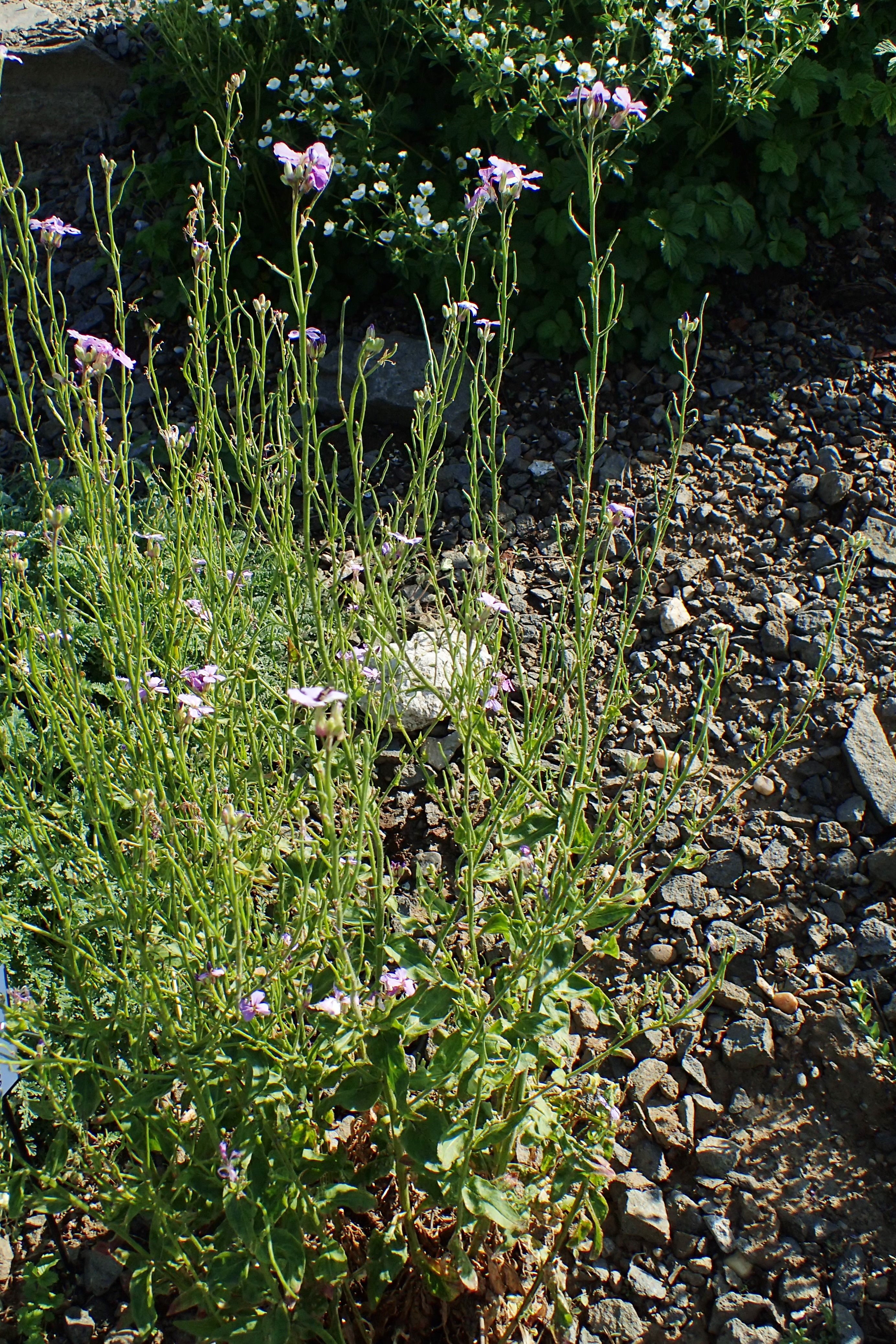
Habitus und Blütenstände von Hesperis theophrasti

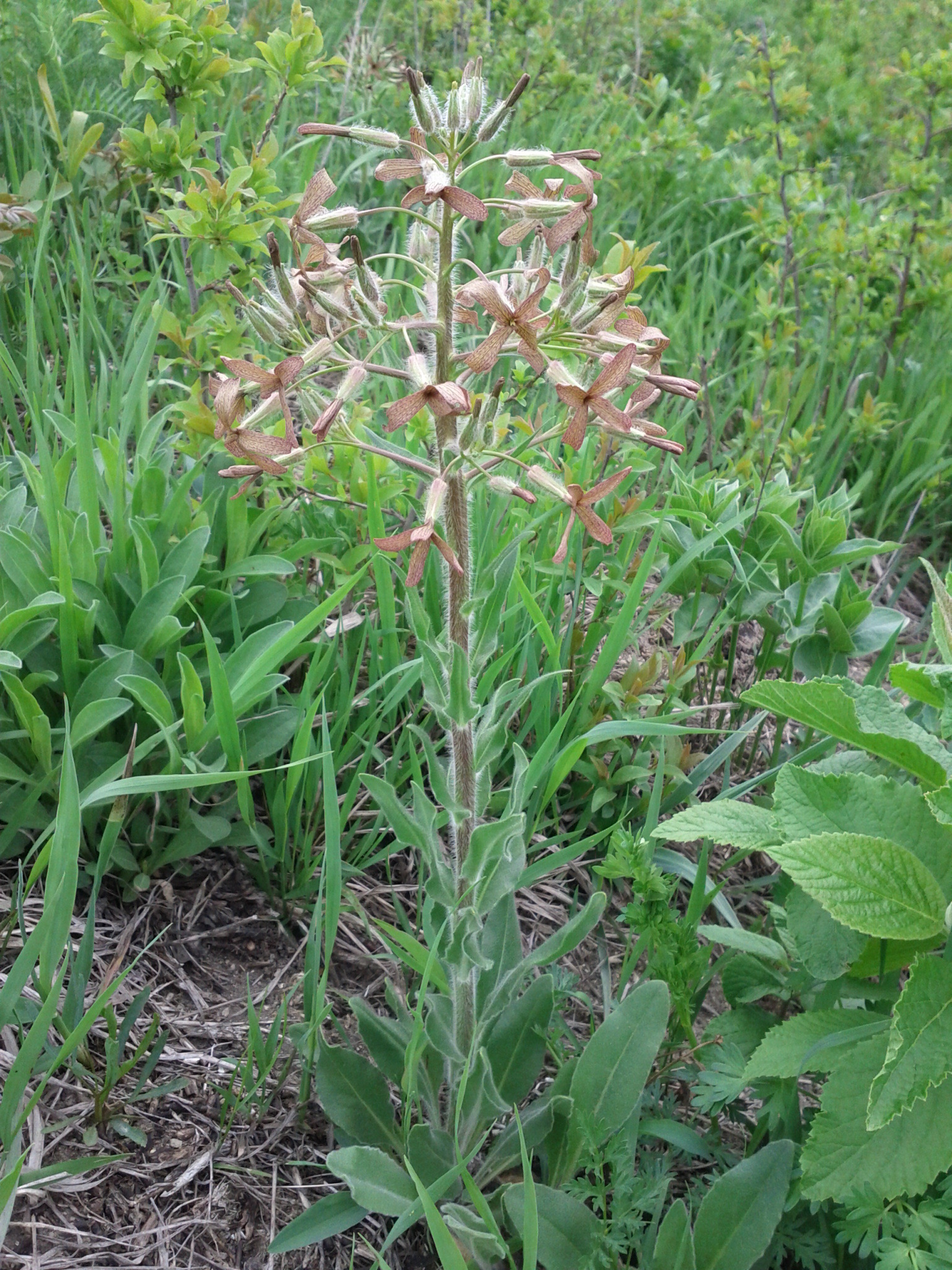
Trauer-Nachtviole (Hesperis tristis)

Die Gattung Hesperis 1753 durch Carl von Linné in Species Plantarum, Tomus II, S. 663 aufgestellt. Typusart ist Hesperis matronalis L. Der Gattungsname Hesperis stammt von dem altgriechischen hespera für „Abend“ und bezieht sich auf die abends und nachts stark duftenden Blüten von insbesondere Hesperis matronalis. Synonyme für Hesperis L. sind: Antoniana Bubani non Antoniana Tussac, Deilosma Spach nom. illeg., Deilosma (DC.) Besser, Diplopilosa F.Dvořák, Kladnia Schur, Micrantha Dvořák, Neotchihatchewia Rauschert, Plagioloba (C.A.Mey.) Rchb., Tchihatchewia Boiss.
Carl von Linné stellte 1753 sechs Arten in die Gattung Hesperis. Einige Zeit wurden nur etwa 25 Arten zur Gattung Hesperis gerechnet, die je nach Autor zum Teil zu Unterarten herabgestuft wurden oder in Sammelarten zusammengefasst wurden.
Die Gattung Hesperis ist über weite Teile Eurasien verbreitet. Einige Arten finden sich auch in Nordamerika. Das Zentrum der Artenvielfalt liegt mit über 30 Arten (Stand 2022) im asiatischen Teil der Türkei.
Es gibt 2022 53 bis 56 Arten:
- Hesperis anatolica A.Duran: Sie wurde 2008[1] aus dem asiatischen Teil der Türkei erstbeschrieben.[3]
- Hesperis armena Boiss.[1] (Syn.: Hesperis pisidica Hub.-Mor., Hesperis pseudoarmena F.Dvořák): Sie kommt nur im asiatischen Teil der Türkei vor.[3]
- Hesperis aspera E.Fourn.:[1] Sie kommt nur im asiatischen Teil der Türkei vor.[3]
- Hesperis balansae E.Fourn.: Es gibt zwei Unterarten:[1]
  - Hesperis balansae E.Fourn. subsp. balansae:[1] Sie kommt nur im asiatischen Teil der Türkei und auf einigen vorgelagerten Inseln vor.[3]
  - Hesperis balansae subsp. scabrida (F.Dvořák) F.Dvořák:[1] Sie kommt nur im asiatischen Teil der Türkei vor.[3]
- Hesperis bicuspidata (Willd.) Poir.:[1] Sie kommt im asiatischen Teil der Türkei und in Armenien vor.[3]
- Hesperis blakelockii F.Dvořák[1]
- Hesperis boissieriana Bornm. (Syn.: Hesperis glabra Boiss. & Noë nom. illeg. non Hesperis glabra Royle):[1] Sie kommt nur im asiatischen Teil der Türkei vor.[3]
- Hesperis borbasii F.Dvořák[1]
- Hesperis bottae E.Fourn.:[1] Sie kommt nur im asiatischen Teil der Türkei vor.[3]
- Hesperis breviscapa Boiss.:[1] Sie kommt nur im asiatischen Teil der Türkei vor.[3]
- Hesperis buschiana Tzvelev:[1] Sie kommt in Rumänien, im asiatischen Teil der Türkei und in Armenien vor.[3]
- Hesperis cilicica (Bornm.) Tzvelev (Syn.: Hesperis sylvestris subsp. cilicica Bornm., Hesperis matronalis subsp. cilicica (Bornm.) Cullen):[1] Sie kommt nur im asiatischen Teil der Türkei vor.[3]
- Hesperis ciscaucasica F.Dvořák & V.I.Dorof.: Sie wurde 2012 aus dem nördlichen Kaukasus erstbeschrieben.[1]
- Hesperis dinarica Beck: Sie kommt in Kroatien, Serbien, Kosovo, Bosnien und Herzegowina, Montenegro, Albanien, Bulgarien, Rumänien und Griechenland vor.[13][3]
- Hesperis dvorakii D.A.German: Sie wurde 2012[1] aus dem asiatischen Teil der Türkei erstbeschrieben.[3]
- Hesperis hamzaoglui A.Duran: Sie wurde 2008[1] aus dem asiatischen Teil der Türkei erstbeschrieben.[3]
- Hesperis hedgei P.H.Davis & Kit Tan[1]
- Hesperis hirsutissima (N.Busch) Tzvelev[1]
- Hesperis hyrcana Bornm. & Gauba[1]
- Geruchlose Nachtviole (Hesperis inodora L., Syn.: Hesperis subsinuata Borbás, Hesperis matronalis subsp. inodora (L.) P.Fourn.):[3] Dieser Endemit kommt nur in den französischen Seealpen vor.
- Hesperis isatidea (Boiss.) D.A.German & Al-Shehbaz (Syn.: Tchihatchewia isatidea Boiss.): Diese Neukombination erfolgte 2018. Sie kommt nur im asiatischen Teil der Türkei vor.[4]
- Hesperis kitiana P.H.Davis[1]
- Hesperis kotschyana Fenzl (Syn.: Hesperis humilis Boiss.): Sie kommt in der Türkei, in Syrien und im Libanon vor.[13][3]
- Hesperis kuerschneri Parolly & Kit Tan[1]
- Schlitzblättrige Nachtviole (Hesperis laciniata All.): Es gibt etwa drei Unterarten:[1]
  - Hesperis laciniata subsp. cupaniana (Guss.) Giardina & Raimondo[1]
  - Hesperis laciniata subsp. laciniata All. (Syn.: Hesperis spectabilis Jord., Hesperis laciniata subsp. spectabilis (Jord.) Rouy & Foucaud)[1]: Sie kommt in Marokko, Spanien, Portugal, Frankreich, Italien, Sardinien, Sizilien und auf der Balkanhalbinsel vor.[13][3]
  - Hesperis laciniata subsp. secundiflora (Boiss. & Spruner) Breistr. (Syn.: Hesperis secundiflora Boiss. & Spruner, Hesperis glutinosa subsp. secundiflora (Boiss. & Spruner) Stoj. & Stef., Hesperis glutinosa subsp. scabricarpa (Boiss.) F.Dvořák):[1] Sie kommt in Albanien, Bulgarien und Griechenland vor.[3]
- Hesperis luristanica F.Dvořák[1]
- Gewöhnliche Nachtviole auch Rote Nachtviole, Matronenblume genannt (Hesperis matronalis L.): Je nach Autor gibt es einige Unterarten:
  - Hesperis matronalis subsp. adzharica (Tzvelev) Cullen (Syn.: Hesperis adzharica Tzvelev):[1] Sie kommt nur im asiatischen Teil der Türkei vor.[3]
  - Hesperis matronalis subsp. candida (Kit. ex Schulzer, Kanitz & Knapp) Hegi & E.Schmid (Syn.: Hesperis candida Kit. ex Schulzer & al., Hesperis nivea Baumg., Hesperis matronalis subsp. nivea (Baumg.) Kulcz., Hesperis vrabelyiana (Schur) Borbás, Hesperis matronalis subsp. vrableyiana (Schur) Soó, Hesperis moniliformis Schur, Hesperis matronalis subsp. moniliformis (Schur) Borza):[1][3] Sie kommt in Spanien, Frankreich, Italien, Österreich, Polen, Ungarn, Slowenien, Kroatien, Serbien, Rumänien und in der Ukraine vor.[13]
  - Hesperis matronalis subsp. cladotricha (Borb.) Hayek (Syn.: Hesperis cladotricha Borbás, Hesperis obtusa Moench, Hesperis matronalis subsp. obtusa (Mönch) Soó, Hesperis lapsanifolia Borbás)[1]: Sie kommt in Albanien, Bosnien und Herzegowina, Bulgarien, Kroatien, Serbien, Kosovo, Griechenland, Montenegro, Rumänien, im europäischen Teil der Türkei und in Armenien vor.[3]
  - Hesperis matronalis L. subsp. matronalis (Syn.: Hesperis oblongipetala Borbás ex Murr, Hesperis matronalis subsp. spontanea Soó nom. inval.): Sie kommt in Spanien, Frankreich, Österreich, Italien, auf der Balkanhalbinsel, im Kaukasusraum, in der Ukraine und in der Türkei vor.[3] Sie ist in vielen Ländern weltweit ein Neophyt.[13]
  - Hesperis matronalis subsp. schurii Soó (Syn.: Hesperis oblongifolia Schur, Hesperis matronalis subsp. oblongifolia (Schur) Dvořák): Sie kommt nur in Rumänien vor.[3]
  - Hesperis matronalis subsp. sintenisii (F.Dvořák) A.Duran (Syn.: Hesperis theophrasti subsp. sintenisii F.Dvořák): Diese Neukombination erfolgte 2012.[1] Sie kommt nur im asiatischen Teil der Türkei vor.
  - Hesperis matronalis subsp. voronovii (N.Busch) P.W.Ball (Syn.: Hesperis voronovii N.Busch): Sie kommt in der Türkei, auf der Krim und vielleicht in Georgien vor.[13][3]
- Hesperis microcalyx E.Fourn. (Syn.: Hesperis schischkinii Tzvelev):[1] Sie kommt nur im asiatischen Teil der Türkei vor.[3]
- Hesperis muglensis Hamzaoğlu & Koç: Sie wurde 2022[1] aus dem asiatischen Teil der Türkei erstbeschrieben.[3]
- Hesperis nivalis Boiss. & Hausskn.[1]
- Hesperis novakii F.Dvořák:[1] Sie kommt nur im asiatischen Teil der Türkei vor.[3]
  - Hesperis novakii subsp. mirabilis F.Dvořák[1]
  - Hesperis novakii F.Dvořák subsp. novakii[1]
- Hesperis odorata F.Dvořák[1]
- Hesperis ozcelikii A.Duran: Sie wurde 2009[1] aus dem asiatischen Teil der Türkei erstbeschrieben.[3]
- Hesperis pendula DC.: Es gibt etwa fünf Unterarten:[1]
  - Hesperis pendula subsp. aucheri (Boiss.) F.Dvořák (Syn.: Hesperis aucheri Boiss.):[1] Sie kommt nur im asiatischen Teil der Türkei vor.[3]
  - Hesperis pendula subsp. brachytricha (O.E.Schulz) F.Dvořák:[1] Sie soll angeblich im asiatischen Teil der Türkei vorkommen.[3]
  - Hesperis pendula subsp. campicarpa (Boiss.) F.Dvořák (Syn.: Hesperis campicarpa Boiss., Hesperis ovata F.Dvořák, Hesperis rupestris Boiss. & Noë):[1] Sie kommt nur im asiatischen Teil der Türkei vor.[3]
  - Hesperis pendula subsp. goerzii (O.E.Schulz) F.Dvořák[1]
  - Hesperis pendula DC. subsp. pendula:[1] Sie kommt in der Türkei, in Syrien, im Libanon, in Jordanien und in Israel vor.[13][3]
- Hesperis persica Boiss.: Es gibt etwa zwei Unterarten:
  - Hesperis persica subsp. kurdica (Dvořák & Hadac) F.Dvořák (Syn.: Hesperis kurdica F.Dvořák & Hadač):[1] Sie kommt nur im asiatischen Teil der Türkei vor.[3]
  - Hesperis persica subsp. persica Boiss.:[1] Sie kommt im Iran, in der Osttürkei und in Armenien vor.[13]
- Hesperis pisidica Hub.-Mor.[1]
- Hesperis podocarpa Boiss. (Syn.: Hesperis aintabica Post, Hesperis trullata F.Dvořák):[1] Sie kommt im asiatischen Teil der Türkei vor, andere Vorkommen sind nicht bestätigt.[3]
- Hesperis pseudocinerea V.I.Dorof.[1]
- Hesperis pycnotricha Borbás:[1] Sie kommt in Bulgarien, Moldawien, in der Ukraine, auf der Krim und im europäischen Teil der Türkei vor.[3]
- Hesperis robusta (N.Busch) Tzvelev[1]
- Hesperis scabrida Boiss.[1]
- Hesperis schischkinii Tzvelev[1]
- Sibirische Nachtviole (Hesperis sibirica L.):[1] Sie ist in Mittelasien, in Sibirien, in der Mongolei und in China verbreitet.[13]
- Hesperis slovaca (F.Dvořák) F.Dvořák (Syn.: Hesperis dinarica subsp. slovaca F.Dvořák):[1] Dieser Endemit kommt nur in der Slowakei vor.[3]
- Hesperis stellata F.Dvořák:[1] Sie kommt nur im asiatischen Teil der Türkei vor.[3]
- Hesperis steveniana DC.:[1] Sie kommt vielleicht nur auf der Krim vor.[3]
- Hesperis straussii Bornm.[1]
- Wild-Nachtviole (Hesperis sylvestris Crantz, Syn.: Hesperis runcinata Waldst. & Kit.): Es gibt etwa zwei Unterarten:
  - Hesperis sylvestris Crantz subsp. sylvestris (Syn.: Hesperis sylvestris var. siliquo-glandulosa Rohlena, Hesperis siliquo-glandulosa (Rohlena) F.Dvořák, Hesperis siliqua-glandulosa (Rohlena) F.Dvořák): Sie kommt in Liechtenstein, Österreich, Polen, Tschechien, in der Slowakei, Ungarn, Kroatien, Rumänien, Albanien, Bulgarien und Griechenland vor.[3]
  - Hesperis sylvestris subsp. velenovskyi (Fritsch) Borza (Syn.: Hesperis sylvestris var. velenovskyi Fritsch, Hesperis velenovskyi (Fritsch) Fritsch, Hesperis suaveolens (Andrz.) Besser ex Steud.): Sie kommt in Italien, Albanien, Bulgarien, Moldawien, Rumänien, Griechenland und auf der Krim vor.[3]
- Hesperis syriaca (DC.) F.Dvořák (Syn.: Hesperis pulmonarioides Boiss.):[1] Sie kommt in der Türkei, in Syrien und im Libanon vor.[3]
- Hesperis theophrasti Borbás (Syn.: Hesperis theophrasti subsp. graeca (F.Dvořák) F.Dvořák, Hesperis matronalis Halácsy, Hesperis theophrasti Borbás subsp. theophrasti):[1] Sie kommt in Albanien, Bulgarien, Griechenland, Nordmazedonien, Serbien, im Kosovo und in weiten Teilen der Türkei vor.[3]
- Hesperis thyrsoidea Boiss. (Syn.: Hesperis cappadocica E.Fourn.):[1] Sie kommt nur im asiatischen Teil der Türkei vor.[3]
- Hesperis tosyaensis A.Duran:[1] Sie kommt nur im asiatischen Teil der Türkei vor.[3]
- Trauer-Nachtviole auch Melancholischer Nachtveil (Hesperis tristis L.): Sie kommt in Deutschland, Liechtenstein, Österreich, Tschechien, in der Slowakei, Ungarn, Bulgarien, Moldawien, Nordmazedonien, Rumänien, Serbien, im Kosovo, Russland, auf der Krim und im europäischen Teil der Türkei vor.[3]
- Hesperis turkmendaghensis A.Duran & A.Ocak: Sie wurde 2005[1] aus dem asiatischen Teil der Türkei erstbeschrieben.[3]
- Hesperis varolii A.Duran: Sie wurde 2006[1] aus dem asiatischen Teil der Türkei erstbeschrieben.[3]
- Hesperis zaferi Hamzaoğlu & Koç: Sie wurde 2022[1] aus dem asiatischen Teil der Türkei erstbeschrieben.[3]

## Trivia
Johann Mayrhofer widmete den Nachtviolen ein gleichnamiges Gedicht, das von seinem Freund Franz Schubert 1822 vertont wurde (Nachtviolen D. 752).